# Набуку, Жоакин
Жоакин Аурелиу Баррету Набуку ди Араужу (порт. Joaquim Aurélio Barreto Nabuco de Araújo; 19 августа 1849, Ресифи, Пернамбуку — 17 января 1910, Вашингтон, США) — бразильский политик, дипломат, историк, юрист, писатель
 и журналист. Один из основателей Бразильской академии литературы.
Видный деятель аболиционистского движения.

## Биография

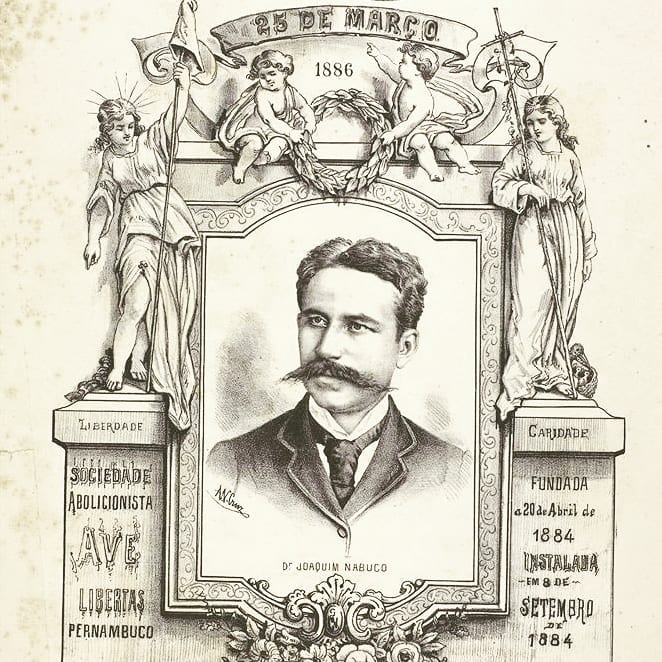

Родился в аристократической семье. Сын крупного землевладельца, политика, пожизненного сенатора. Изучал право в Сан-Паулу и Ресифи.
С 1873 по 1878 год путешествовал и жил за границей. Вернувшись в Бразилию в 1878 году, Набуку начал публичную борьбу с рабством, которую впоследствии сделал своей основной политической деятельностью.
В 1879—1881 и 1885—1889 годах избирался членом Палаты депутатов Бразильской империи.
В 1880 году основал Бразильскую ассоциацию по борьбе с рабством, выступающую за освобождение рабов в Бразилии (Sociedade Antiescravidão Brasileira). Причинами его аболиционизма были не столько гуманитарные убеждения, сколько то, что рабство было причиной многих проблем Бразилии. Поэтому он опасался, что дальнейшая поддержка рабовладения может отпугнуть иммигрантов из Европы и, таким образом, замедлить процесс увеличения доли людей со светлой кожей в составе бразильском населении.
Был сторонником конституционной монархии, однако до 1900 года принял установление республики и начал служить новому режиму.
С 1905 по 1910 год был первым послом Бразилии в США. В качестве посла, провёл несколько лет в Великобритании и Франции.
Определял себя, как сторонника панамериканизма.

## Награды
- Орден «За заслуги в культуре» (Бразилия)
- Внесен в Книгу Героев Отечества (2014)

## Избранные сочинения
- Camões e os Lusíadas (1872)
- L’Amour est Dieu — lyrische Gedichte (1874)
- O Abolicionismo (1883)
- Campanha abolicionista no Recife — 1885
- O erro do Imperador — Geschichte (1886)
- Escravos — Gedicht (1886)
- Porque continuo a ser monarquista (1890)
- Balmaceda — Биография (1895)
- O dever dos monarquistas (1895)
- A intervenção estrangeira durante a revolta (1896)
- Um estadista do Império — Биография, 3 т. (1897—1899)
- Minha formação (1900)
- Escritos e discursos literários (1901)
- Pensées detachées et souvenirs (1906)
- Discursos e conferências nos Estados Unidos (1911)
- Obras completas (1947—1949)

## Память
- Имя Жоакина Набуку носят улицы и площади городов Бразилии, колледж в Ресифи, аэропорт.
- В Рио-де-Жанейро ему установлен памятник.
- Учреждён общественный Фонд Жоакина Набуку.